# Crypticerya rosae
Crypticerya rosae är en insektsart som först beskrevs av Riley 1890.  Crypticerya rosae ingår i släktet Crypticerya och familjen pärlsköldlöss. Inga underarter finns listade i Catalogue of Life.